# Nadomestni predsednik vlade Izraela
Nadomestni premier Izraela (hebrejsko ראש הממשלה החליפי) je minister v izraelski vladi, imenovan kot menjava za izraelskega predsednika vlade v rotacijski vladi. Funkcija je bila ustanovljena za reševanje izraelske politične krize v letih 2019–2021. V skladu s Temeljnim zakonom vladna zaprisega vključuje ciljni datum za menjavo položaja med predsednikom vlade in nadomestnim predsednikom vlade. Vladni ministri poročajo bodisi premierju bodisi nadomestnemu premierju, pri čemer premier ne more razrešiti ministrskih ministrov, ki poročajo nadomestnemu premierju brez njegovega soglasja.
Trenutni nadomestni premier je Naftali Benet.

## Seznam nadomestnih premierjev

### De facto
| Portret | Minister    | Stranka                      | Vlada | Začetek mandata    | Konec mandata     | Opombe |
| ------- | ----------- | ---------------------------- | ----- | ------------------ | ----------------- | --- |
|         | Jicak Šamir | LikudHerut                   | 21    | 13. september 1984 | 20. oktober1986   | Šamir je bil kandidat za predsednika vlade v rotacijski vladi s Šimonom Peresom. Dogovor o rotaciji ni bil zavezujoč, saj v tistem času ni bilo pravno uveljavljenega mehanizma rotacije, Šamir pa je de jure zasedal položaj navadnega imenovanega vršilca dolžnosti predsednika vlade.                                                  |
|         | Šimon peres | PrilagajanjeDelavska stranka | 22    | 20. oktober 1986   | 22. december 1988 | Šamir je postal predsednik vlade 20. oktobra 1986, Peres pa njegov namestnik v skladu z dogovorom o rotaciji iz leta 1984. Dogovor o rotaciji ni bil pravno zavezujoč, saj v tistem času ni bilo pravno uveljavljenega mehanizma rotacije, Peres pa je bil de jure na položaju navadnega imenovanega vršilca dolžnosti predsednika vlade. |

### De jure
| Portret | Minister      | Stranka                           | Vlada | Začetek mandata | Konec mandata | Opombe |
| ------- | ------------- | --------------------------------- | ----- | --------------- | ------------- | --- |
|         | Beni Ganc     | Modra in belaStranka za odpornost | 35    | 17. maj 2020    | 13 June 2021  | Gantz je bil kandidat za predsednika vlade v rotacijski vladi z Benjaminom Netanjahujem. Na položaj bi prišel 17. novembra 2021. Koalicija pa je decembra 2020 propadla, 13. junija 2021 pa jo je zamenjala nova vlada.           |
|         | Jair Lapid    | Ješ Atid                          | 36    | 13. junij 2021  | 30 June 2022  | Lapid je bil kandidat za predsednika vlade v alternativni vladi z Naftalijem Benetom. Funkcijo naj bi nastopil 27. avgusta 2023, preden se je Kneset junija 2022 razpustil. Funkcijo predsednika vlade je prevzel 1. julija 2022. |
|         | Naftali Benet | Jamina                            | 36    | 1. julij 2022   | V teku        | Bennet je po predčasni razpustitvi Kneseta junija 2022 postal nadomestni predsednik vlade in zamenjal mesto z Jairom Lapidom. |